# Beverly Kelly
Beverly Kelly is een Amerikaans rechtsgeleerde. Ze was hoogleraar internationaal humanitair recht en vervolgens van 1999 tot 2000 plaatsvervangend hoofdgriffier van het Rwanda-tribunaal in Tanzania.

## Levensloop
Ze was hoogleraar internationaal humanitair recht aan de Golden Gate-universiteit en het New College of California, beide in San Francisco. In april 1999 werd ze door Secretaris-generaal Kofi Annan benoemd tot plaatsvervangend hoofdgriffier van het Rwanda-tribunaal in Arusha in Tanzania, waarmee ze Imelda Merle Perry opvolgde. Deze functie vervulde ze tot juli 2000 en kent geheel andere taken dan de hoofdgriffier, ondanks de verwijzing naar 'plaatsvervangend' in de functietitel. Ze werd opgevolgd door Lovemore Munlo.